# Nomocharis
Nomocharis es un género con nueve especies de plantas bulbosas perteneciente a la familia Liliaceae.  Es originario de Asia donde se distribuye desde el Himalaya hasta el centro-sur de China.

## Especies
- Nomocharis aperta (Franch.) W.W.Sm. & W.E.Evans, Notes Roy. Bot. Gard. Edinburgh 14: 96 (1924).
- Nomocharis basilissa Farrer ex W.E.Evans, Notes Roy. Bot. Gard. Edinburgh 15: 96 (1925).
- Nomocharis farreri (W.E.Evans) Cox, Country Life (London) 55: 65 (1924 publ. 1925).
- Nomocharis georgei W.E.Evans, Notes Roy. Bot. Gard. Edinburgh 15: 193 (1926).
- Nomocharis meleagrina Franch., J. Bot. (Morot) 12: 196 (1898).
- Nomocharis oxypetala (D.Don) E.H.Wilson, Lilies East. Asia: 13 (1925).
- Nomocharis pardanthina Franch., J. Bot. (Morot) 3: 113 (1889).
- Nomocharis saluenensis Balf.f., Trans. Bot. Soc. Edinburgh 27: 294 (1918).
- Nomocharis synaptica Sealy, Kew Bull. 5: 296 (1950).